# 亞東紀念醫院

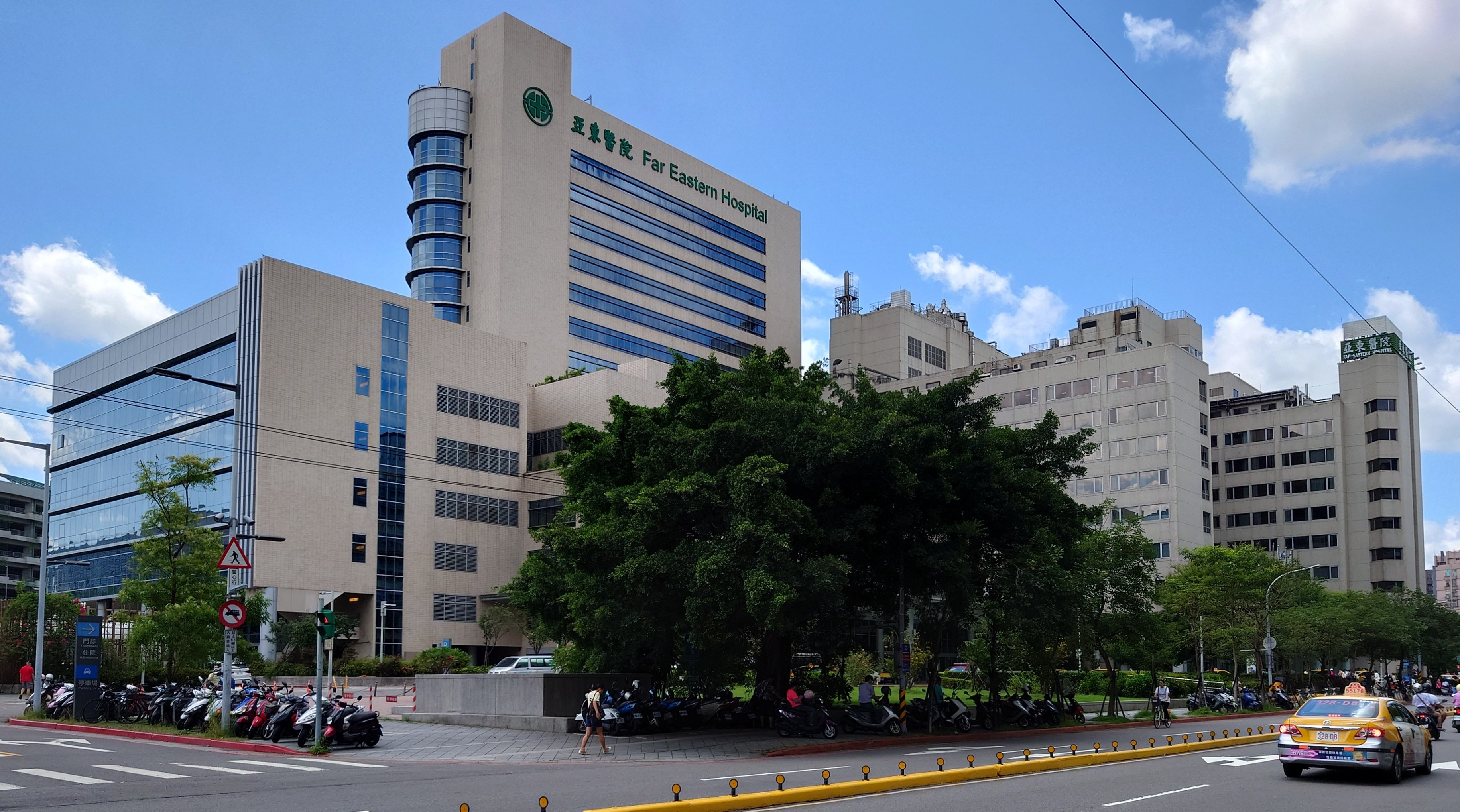
亞東紀念醫院

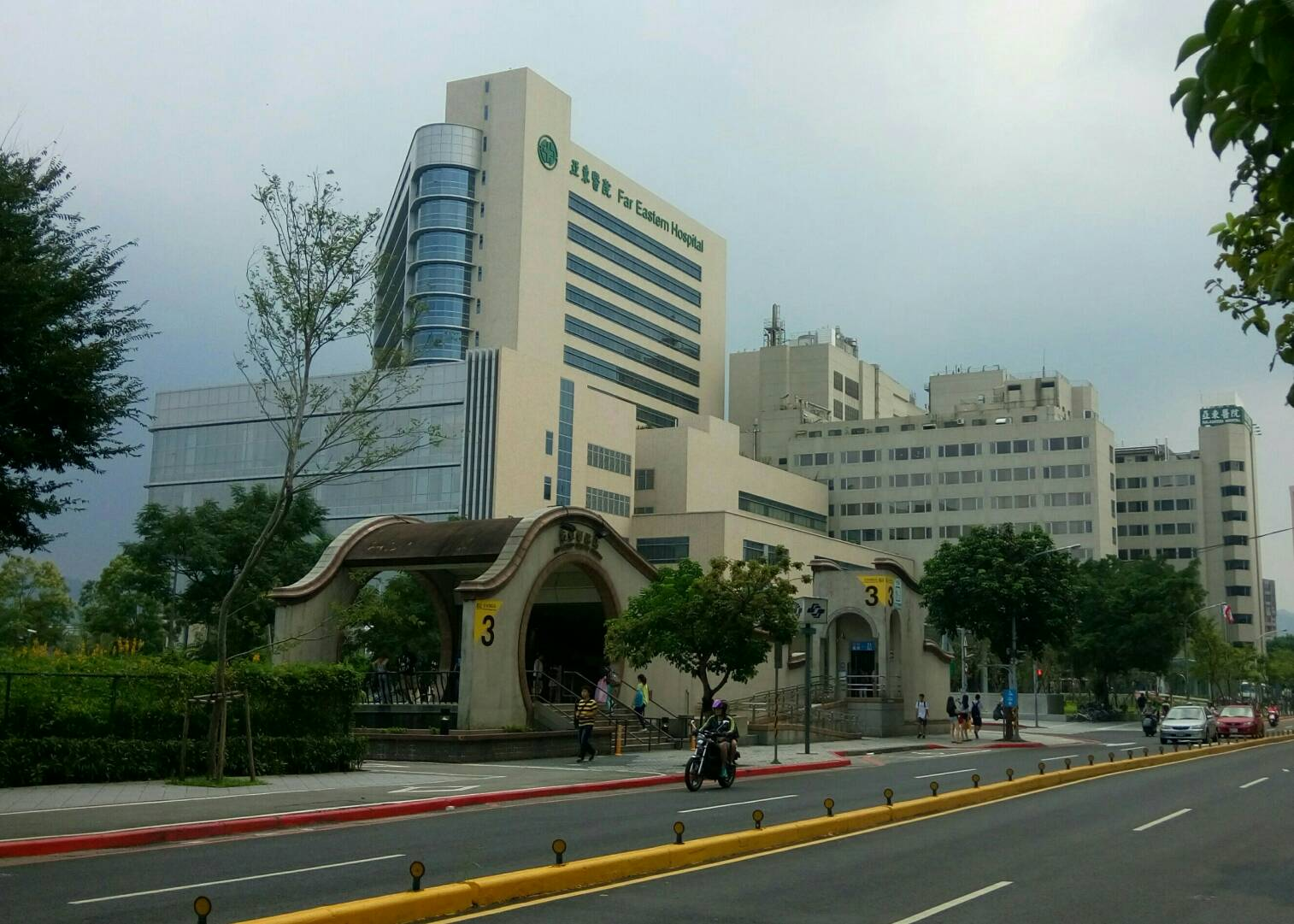
亞東醫院與捷運亞東醫院站3號出口

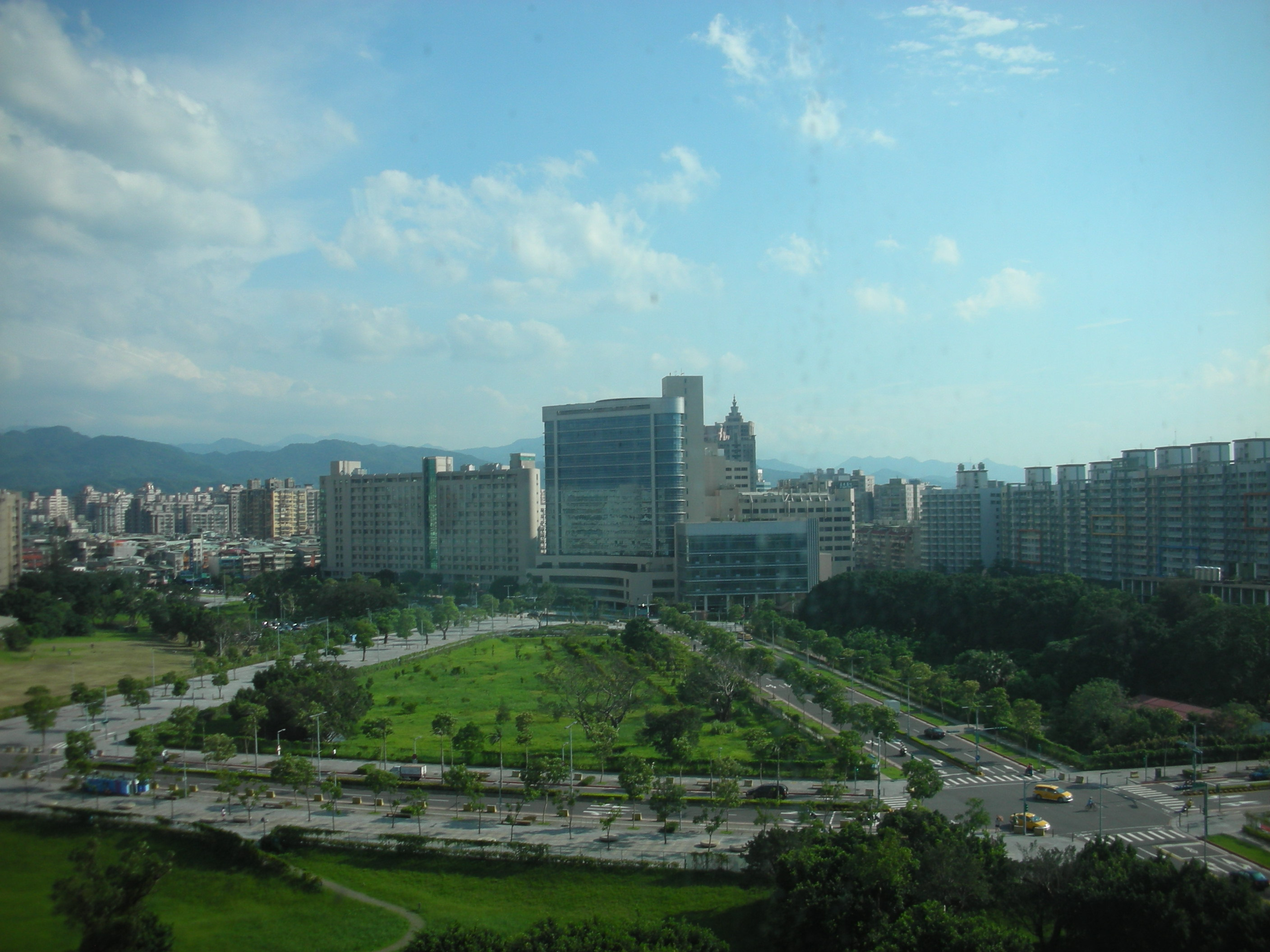
台北遠東通訊園區，可以看見亞東醫院與相鄰的亞東科技大學

醫療財團法人徐元智先生醫藥基金會亞東紀念醫院，簡稱亞東紀念醫院，是一所位於臺灣新北市板橋區的醫學中心等級的中型綜合醫院。位於台北遠東通訊園區內，並與亞東科技大學相鄰，台北捷運在此設有亞東醫院站。
醫療財團法人徐元智先生醫藥基金會遠東聯合診所，簡稱遠東診所，是一所位於臺灣臺北市中正區的診所，鄰近於西門站。

## 創立宗旨
1970、80年代，遠東集團創辦人徐有庠鑑於臺北縣板橋土城一帶工廠林立、人口密集，卻沒有任何一家大型現代化醫院，重大傷患或急症病人均須轉送臺北市，卻因路途遙遠，延誤就醫之憾事時有所聞，因之捐款成立徐元智先生醫藥基金會，於1981年4月1日在板橋創設亞東紀念醫院。亞東紀念醫院初期以150張病床開張服務。1983年本院經中華民國教育部評鑑為準二級教學醫院，1985年獲評為二級教學醫院，1988年評為區域醫院，1991～1997年成為區域醫院暨教學醫院，2000～2003年獲評為區域醫院暨乙類教學醫院。
1999年與臺大醫院策略聯盟，由朱樹勳教授出任院長，同年主管營確立邁向醫學中心之願景。2006年順利通過行政院衛生署評定，成為臺北縣第一家醫學中心。2009年修改確認「成為民眾首選的醫學中心」的新願景，並再度通過新制醫學中心評鑑。
於2015年8月，朱樹勳轉任徐元智先生醫藥基金會副董事長，院長一職由林芳郁接任，於2016年之北區醫學中心評鑑中，亞東醫院仍取得醫學中心（優等）之認證。

## 歷史
- 1981年，徐有庠創立亞東紀念醫院服務民眾，禮聘田可高擔任首任院長。
- 1983年，經評定為準二級教學醫院。
- 1985年，禮聘醫師汪毓琳為第二任院長。
- 1986年，為一百零三歲人瑞施行人工股骨頸置換術，刷新高齡病患紀錄。
- 1988年，獲評為區域醫院。
- 1989年，潘樹人獲聘為第三任院長。
- 1991年，第一位「試管嬰兒」誕生。程學中醫師接任第四任院長。
- 1993年，北縣首例試管兩男一女三胞胎成功誕生。
- 1994年，
  - 評鑑為區域教學醫院。
  - 大臺北地區緊急醫療網責任醫院之一。
- 1999年，臺大醫院朱樹勳教授接任第五任院長。
- 2000年，
  - 第一例開心手術。
  - 核定為眼角膜移植手術合格醫院。
  - 核定准予施行心臟摘取、移植手術。
- 2001年，
  - 成功完成第一例眼角膜移植手術。
  - 世界首例「三心人」心臟移植。
  - 亞洲首例心臟停止跳動後移植成功。
  - 核准施行移植手術、腎臟摘取。
- 2003年，臺北縣第一家「燒燙傷中心」。
- 2004年，
  - 認證為臺北縣第一所執行「骨髓移植」之醫療院所。
  - 榮獲行政院衛生署國民健康局補助，成立「亞東紀念醫院癌症防治中心」，為北縣唯一首例之癌症防治中心。
  - 獲ISO9001：2000系統驗證合格。
- 2005年，獲准為台北縣合約早期療育評估鑑定醫院。
- 2006年，
  - 全球首例馬凡氏症候群病患二次主動脈置換術完成。
  - 通過成為台北縣第一家醫學中心。
  - 啟用最先進之放射治療儀器「導航螺旋刀」(Tomo Therapy)。
  - 啟用國內第一台最先進「雙射源及雙能量電腦斷層掃描儀」。
- 2007年，
  - 利用自體骨髓移植搭配超高劑量化學治療，完成「北縣首例骨髓移植抗淋巴癌」治療。
  - 獲選為醫學中心「THIS品質績優標竿」醫院。
  - 國內第一家進行小腸移植的醫學中心。
  - 完成全國首例小腸移植人體試驗。
- 2008年，
  - 亞洲首例，運用「自體骨髓移植+導航螺旋刀」進行全骨髓放射治療成功治癒罹患「多發性骨髓瘤第三期(末期)」婦女。
  - 榮獲第18屆國家品質獎「團體機關」獎。
  - 中國四川省汶川大地震。接受四川省彭州市人民政府邀請，派遣泌尿外科、協助醫療照護與防疫工作。
- 2009年，
  - 6月成功完成骨髓移植（周邊血液幹細胞移植），為臺北縣首例。
  - 7月升格為醫學中心。
- 2010年，
  - 引進最新機型的「達文西內視鏡手術系統」，融合最先進的機械設備、電腦科技及手術技巧，提供心臟外科、一般外科、泌尿外科及婦產科透過機器人協助進行精密的微創手術。
  - 成功完成北縣第一例活體肝臟移植手術。
- 2011年，
  - 與遠傳電信合作i236雲端計畫，以「科技結合醫療」，串聯糖尿病照護，提供無線血糖照護計畫和預防醫學保健服務。
  - 舉行第二院區新建工程上樑典禮，由徐旭東董事長親臨主持。
  - 三十週年院慶，馬英九總統、朱立倫市長和遠東集團徐旭東董事長親臨祝賀。
  - 完成5例小腸移植人體試驗，手術成功率100%。
  - 結合衛生署國民健康局推動四大癌症篩檢以及成人預防保健服務，成立「整合式預防保健服務中心」
- 2012年，
  - 由鄭國祥副院長帶領的肝臟移植團隊順利完成台灣第一例的腹腔鏡肝臟移植手術，全部手術過程以腹腔鏡切除右葉肝臟，係為國內首例。
- 2015年，林芳郁接任第六任院長。
- 2021年，原副院長邱冠明接任第七任院長。

## 科部

### 醫療單位
- 心臟血管醫學中心     
  - 心臟血管內科
  - 心臟血管外科
- 內科部     
  - 感染科
  - 肝膽胃腸科
  - 胸腔內科
  - 新陳代謝科
  - 腎臟內科
  - 腫瘤科暨血液科
  - 過敏免疫風濕科
  - 神經醫學部
  - 一般醫學內科
- 外科部     
  - 一般外科
  - 小兒外科
  - 大腸直腸外科
  - 神經外科
  - 創傷科
  - 泌尿科
  - 胸腔外科
  - 整形美容外科
- 骨科部     
  - 骨科部
- 婦產部     
  - 婦產部
- 小兒部     
  - 小兒部
- 急診醫學部     
  - 急診醫學部
- 放射部     
  - 核子醫學科
  - 放射腫瘤科
  - 影像醫學科
- 其他專科     
  - 眼科
  - 耳鼻喉科暨頭頸外科
  - 皮膚科
  - 復健科
  - 家庭醫學科
  - 職業醫學科
  - 精神科
  - 麻醉部
  - 解剖病理科
  - 臨床病理科
  - 形體美容醫學中心
  - 健康管理中心
  - 牙科部
  - 傳統醫學科
  - 癌症防治中心
  - 兒童發展中心
  - 人工耳蝸中心
  - 乾眼症中心
  - 高壓氧中心
  - 血友病中心

### 醫事單位
- 護理部
- 藥學部
- 營養科
- 臨床病理科

### 行政單位
- 轉診中心
- 社會工作室
- 社區健康發展中心
- 品質管理中心

## 外部連結
- 醫療財團法人徐元智先生醫藥基金會亞東紀念醫院 （页面存档备份，存于）
- 醫療財團法人徐元智先生醫藥基金會遠東聯合診所 （页面存档备份，存于）
- 亞東醫院健康e百科的Facebook專頁
- YouTube上的亞東紀念醫院 FEMHospital頻道